# Сасакі Сьо (бадмінтоніст)
Сьо Сасакі (яп. 佐々木 翔, Sasaki Shō, 30 червня 1982) — японський бадмінтоніст. Учасник Олімпійських ігор у 2012 році в Лондоні і 2016 року у Ріо-де Жанейро. Він також брав участь в чотирьох поспіль Азійських іграх з 2002 по 2014 рік.

## Кар'єра
У 2007 році він виграв японський чемпіонат з бадмінтону в чоловічій одиночній категорії, та 7 міжнародних турнірів. На літніх Олімпійських іграх 2012 року, він досяг чвертьфіналу в чоловічій одиночній категорії, програвши китайцю Лінь Даню. У 2016 році він не пройшов у плей-оф після того, як зайняв друге місце на груповому етапі.
У 2017 році, він оголосив про закінчення кар'єри. Його найвищим рейтингом було 6-те місце у листопаді 2011 року.